# St. Jakobus der Ältere (Kollersried)

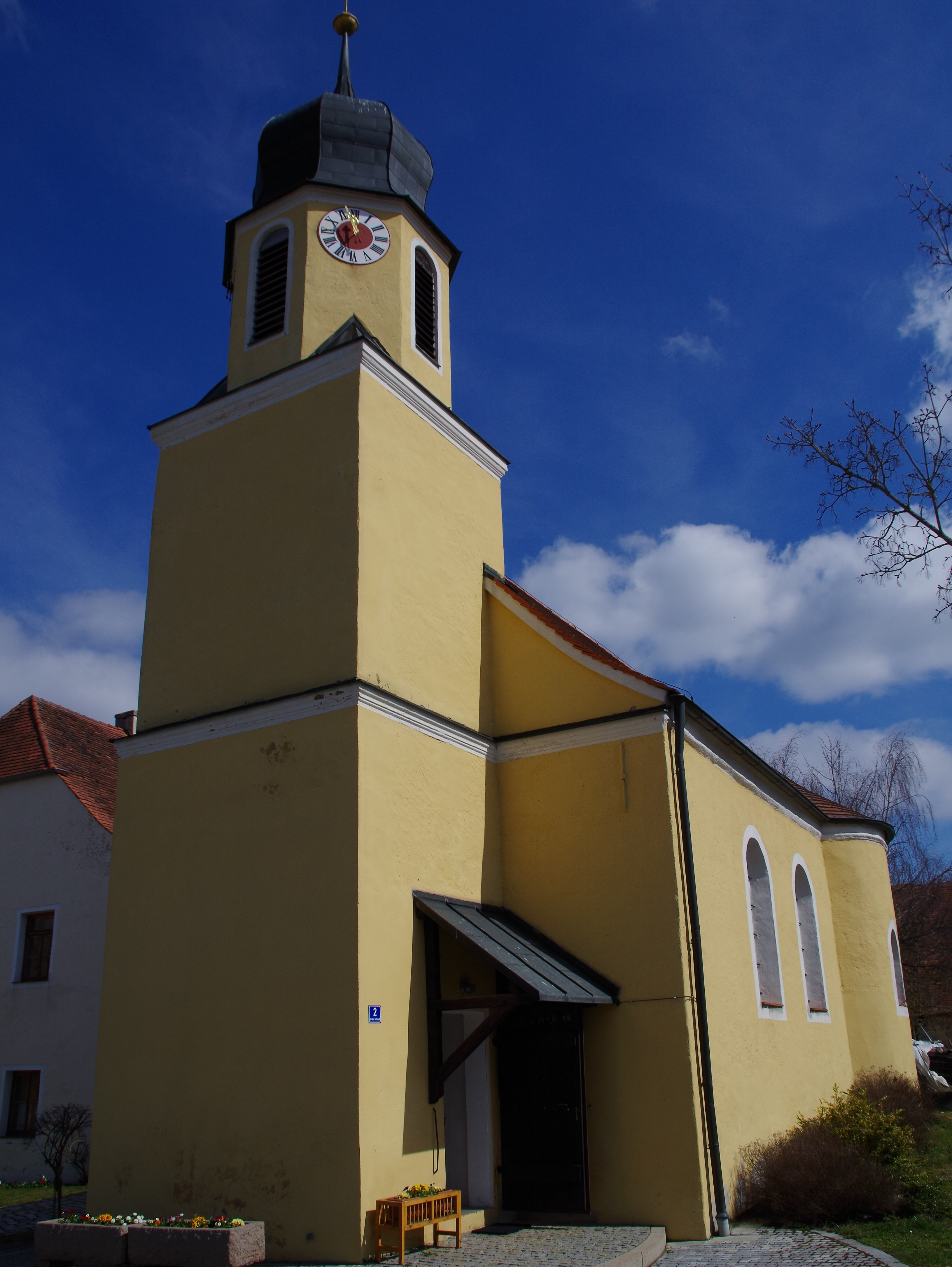
St. Jakobus der Ältere in Kollersried

Die römisch-katholische, denkmalgeschützte Filialkirche St. Jakobus der Ältere steht in Kollersried, einem Dorf in der Gemeinde Hemau im Landkreis Regensburg der Oberpfalz. Sie ist dem Bistum Regensburg zugeordnet. Das Bauwerk ist unter der Denkmalnummer D-3-75-148-72 als Baudenkmal in die Bayerische Denkmalliste eingetragen.

## Beschreibung
Die im Kern romanische ehemalige Burgkapelle wurde um 1200 erbaut, 1626 restauriert und 1656/57 zur Saalkirche erweitert. Den ältesten Teil bildet der Chor, ursprünglich eine halbrunde Apsis. Der Fassadenturm im Westen wurde erst 1900 angebaut. Sein achteckiges oberstes Geschoss beherbergt die Turmuhr und den Glockenstuhl. Darauf sitzt eine Glockenhaube.
Der Innenraum des Langhauses ist mit einer Flachdecke überspannt. Zur Kirchenausstattung gehört der Hochaltar vom Ende des 17. Jahrhunderts in Form einer Mondsichelmadonna.